# Richtlijn verweesde werken
De Richtlijn verweesde werken (2012/28/EU richtlijn inzake bepaalde toegestane gebruikswijzen van verweesde werken) is een Europese richtlijn om erfgoedinstellingen de mogelijkheid te geven verweesde werken te publiceren.
Hiermee wordt het mogelijk dat bepaalde instellingen onder sommige omstandigheden gebruik mogen maken van verweesde werken, zonder daarvoor toestemming te hebben van de rechthebbende. De bedoeling van de richtlijn is om de digitale ontsluiting van verweesde werken te vergemakkelijken.

## Nederland
De richtlijn is in Nederland omgezet met wetsontwerp 33.892 in 2014. De wet trad in werking op 29 oktober 2014 (Stb. 2014, 388).
De Nederlandse wettelijke regeling inzake verweesde werken introduceert een nieuwe beperking op het auteursrecht en de naburige rechten op grond waarvan onder bepaalde voorwaarden een erfgoed-instelling auteursrechtelijk beschermde werken ook zonder toestemming van de rechthebbende kan digitaliseren en online ter beschikking kan stellen. 
Er geldt een aantal voorwaarden: 
- Zo moet een gebruiker een onderzoek doen om de auteursrechthebbende te achterhalen. De wet stelt eisen aan dat onderzoek (Besluit verweesde werken Stb. 2014, 399).[4]
- Indien de erfgoed-instelling geld verdient aan het digitaliseren dan moet dat ten goede komen aan het digitaliseringsproject of -traject.
- En wanneer de rechthebbende zich alsnog meldt dan krijgt hij (alsnog) een redelijke vergoeding voor het gebruik, is het werk niet langer “verweesd” en herleeft het auteursrecht van de rechthebbende gewoon weer.

In de Auteurswet staat de regeling voor verweesde werken in de artikelen 16o t/m 16r, die zijn toegevoegd aan het onderdeel waarin de “beperkingen” op het auteursrecht staan.